# Torneo Competencia 1934
Het Torneo Competencia 1934 was de eerste editie van deze Uruguayaanse voetbalcompetitie. Het toernooi stond enkel open voor clubs uit de Primera División. Deze eerste editie werd gewonnen door Club Nacional de Football.

## Teams
Aan het Torneo Competencia deden enkel ploegen mee die dat jaar speelden in de Primera División. In 1934 waren dat de volgende ploegen, die allen uit Montevideo afkomstig waren:
| Clubs                     | Clubs                     |
| ------------------------- | ------------------------- |
| CA Bella Vista            | CA Peñarol                |
| Central FC                | Racing Club de Montevideo |
| CA Defensor               | Rampla Juniors FC         |
| Montevideo Wanderers FC   | CA River Plate            |
| Club Nacional de Football | IA Sud América            |

## Toernooi-opzet
Het Torneo Competencia werd gespeeld voorafgaand aan de Primera División. De tien deelnemende clubs werden verdeeld in twee groepen van vijf teams. In de groepsfase speelde elk team één keer tegen de vier tegenstanders. De groepswinnaars en de nummers twee van beide groepen plaatsen zich voor de knock-outfase. De halve finales en de finale werden over één wedstrijd gespeeld.
Het toernooi was een Copa de la Liga; een officieel toernooi, georganiseerd door de Uruguayaanse voetbalbond (AUF). Het was voor het eerst sinds de Copa Competencia van 1923 dat er een Copa de la Liga werd gespeeld.

### Groepsfase

#### Groep A
|    | Club                      | Sp. | W | G | V | Pnt. | DV | DT | DS  |
| -- | ------------------------- | --- | - | - | - | ---- | -- | -- | --- |
| 1. | Montevideo Wanderers FC   | 4   | 4 | 0 | 0 | 8    | 10 | 5  | +5  |
| 2. | CA Peñarol                | 4   | 3 | 0 | 1 | 6    | 15 | 3  | +12 |
| 3. | Racing Club de Montevideo | 4   | 1 | 1 | 2 | 3    | 6  | 11 | –5  |
| 4. | CA Bella Vista            | 4   | 0 | 2 | 2 | 2    | 5  | 10 | –5  |
| 5. | IA Sud América            | 4   | 0 | 1 | 3 | 1    | 3  | 10 | –7  |

| Speelronde | Team                 | Score | Team        |
| ---------- | -------------------- | ----- | ----------- |
| Eerste     | Sud América          | 1 - 1 | Bella Vista |
| Eerste     | Montevideo Wanderers | 3 - 2 | Racing      |
| Tweede     | Racing               | 1 - 1 | Bella Vista |
| Tweede     | Montevideo Wanderers | 1 - 0 | Peñarol     |
| Derde      | Montevideo Wanderers | 3 - 2 | Bella Vista |
| Derde      | Peñarol              | 4 - 0 | Sud América |
| Vierde     | Racing               | 2 - 1 | Sud América |
| Vierde     | Peñarol              | 5 - 1 | Bella Vista |
| Vijfde     | Peñarol              | 6 - 1 | Racing      |
| Vijfde     | Montevideo Wanderers | 3 - 1 | Sud América |

#### Groep B
|    | Club                      | Sp. | W | G | V | Pnt. | DV | DT | DS |
| -- | ------------------------- | --- | - | - | - | ---- | -- | -- | -- |
| 1. | Club Nacional de Football | 4   | 4 | 0 | 0 | 8    | 8  | 3  | +5 |
| 2. | Rampla Juniors FC         | 4   | 2 | 1 | 1 | 5    | 8  | 4  | +4 |
| 3. | CA Defensor               | 4   | 0 | 3 | 1 | 3    | 4  | 5  | –1 |
| 4. | Central FC                | 4   | 1 | 1 | 2 | 3    | 4  | 7  | –3 |
| 5. | CA River Plate            | 4   | 0 | 1 | 3 | 1    | 3  | 8  | –5 |

| Speelronde | Team           | Score | Team           |
| ---------- | -------------- | ----- | -------------- |
| Eerste     | Nacional       | 2 - 0 | Central        |
| Eerste     | Defensor       | 1 - 1 | River Plate    |
| Tweede     | Nacional       | 2 - 1 | River Plate    |
| Tweede     | Rampla Juniors | 0 - 0 | Defensor       |
| Derde      | Rampla Juniors | 3 - 1 | Central        |
| Derde      | Nacional       | 2 - 1 | Defensor       |
| Vierde     | Nacional       | 2 - 1 | Rampla Juniors |
| Vierde     | Central        | 1 - 0 | River Plate    |
| Vijfde     | Rampla Juniors | 4 - 1 | River Plate    |
| Vijfde     | Defensor       | 2 - 2 | Central        |

### Knock-outfase
De winnaars speelden in de halve finales tegen de nummers twee van de andere groep. De halve finale tussen Nacional en Peñarol werd gespeeld op 10 juni. Nacional won de eerste Torneo Competencia, nadat ze zowel in de halve finale tegen Peñarol, als in de finale tegen Montevideo Wanderers met 3–0 wonnen. 
|  | Halve finale | Halve finale                   | Halve finale |  |  | Finale | Finale                    | Finale |
|  |              |                                |              |  |  |        |                           |        |
|  | B1           | Club Nacional de Football      | 3            |  |  |        |                           |        |
|  | A2           | CA Peñarol                     | 0            |  |  | B1     | Club Nacional de Football | 3      |
|  | A1           | Montevideo Wanderers FC (n.s.) | 2 (4)        |  |  | A1     | Montevideo Wanderers FC   | 0      |
|  | B2           | Rampla Juniors FC              | 2 (3)        |  |  |        |                           |        |
|  |              |                                |              |  |  |        |                           |        |
|  |              |                                |              |  |  |        |                           |        |
|  |              |                                |              |  |  |        |                           |        |

| Winnaar Torneo Competencia 1934    |
| ---------------------------------- |
| Club Nacional de Football 1e titel |